# Интегрин

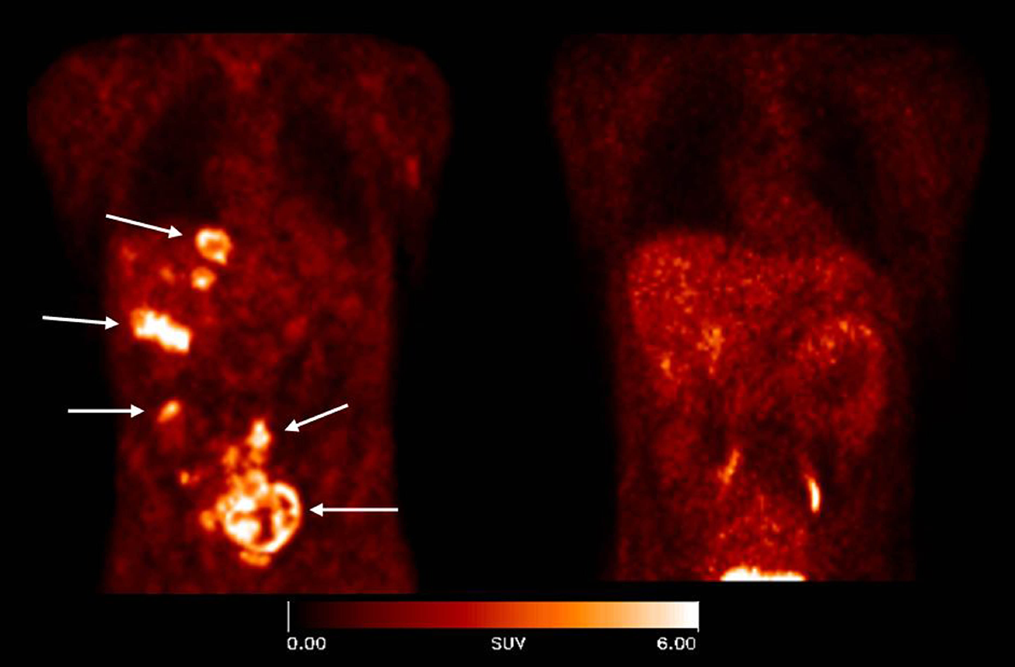
Некоторые интегриновые рецепторы обильно экспрессированы на мембранах раковых клеток: визуализация маркера, связывающегося с альфа-v-бета-3 интегрином.

Схема строения молекулы интегрина

Интегрины — это трансмембранные гетеродимерные клеточные рецепторы, взаимодействующие с внеклеточным матриксом и передающие различные межклеточные сигналы. От них зависит форма клетки, её подвижность, они участвуют в регулировке клеточного цикла.
Структурно интегриновые рецепторы представляют собой облигатные гетеродимеры — каждый состоит из одной альфа- и одной бета-субъединицы. У млекопитающих известно 19 альфа- и 8 бета-субъединиц. Более того, альтернативный сплайсинг порождает дополнительные варианты субъединиц, увеличивая разнообразие комбинаций. Молекулярная масса субъединиц варьирует от 90 до 160 кДа. Альфа-субъединицы определяют специфичность интегрина к лиганду, а бета-субъединицы связаны с компонентами цитоскелета и обеспечивают передачу сигнала в клетке. Интегрины постоянно присутствуют в клетке, но для связывания лиганда необходима их активация.
У человека описано 18 альфа- и 8 бета-субъединиц, при этом каждая альфа-субъединица образует комплекс только с определённым набором бета-единиц, что в итоге порождает 24 варианта димеров.
Интегрины обнаружены у множества видов, в том числе у низших эукариотов, например, у губок, у нематоды Caenorhabditis elegans (две альфа- и одна бета- субъединица), у дрозофилы (пять альфа- и одна бета).
Иммуннологически важные лиганды интегринов — молекулы клеточной адгезии (англ. intercellular adhesion molecules, ICAM), присутствующие на воспалённых участках эндотелия и антигенпрезентирующих клетках.

## Субъединицы интегринов человека[3]
Генетический символ \ Название белка \ Синонимы \ Номер в каталоге RefSeq \ Расположение на хромосоме \Номер в каталоге UniProt
- ITGA1 α1 CD49a NM_181501 5q11.2 P56199
- ITGA2 α2 CD49b, α2 subunit of very late antigen 2 (VLA-2) NM_002203 5q23-q31 P17301
- ITGA2B αIIb GTA, CD41, GP2B, HPA3, CD41b, GPIIb NM_000419 17q21.32 P08514
- ITGA3 α3 CD49c, α3 subunit of VLA-3 NM_002204, NM_005501 17q21.33 P26006
- ITGA4 α4 CD49d, α4 subunit of VLA-4 NM_000885 2q31.3 AAB25486
- ITGA5 α5 CD49e, fibronectin receptor alpha NM_002205 12q11-q13 P08648
- ITGA6 α6 CD49f, ITGA6B NM_000210 2q31.1 P23229
- ITGA7 α7 NM_002206 12q13 Q86W93
- ITGA8 α8 NM_003638 10p13 P53708
- ITGA9 α9 NM_002207 3p21.3 Q13797
- ITGA10 α10 NM_003637 1q21 O75578
- ITGA11 α11 NM_001004439, NM_012211 15q23 Q9UKX5
- ITGAD αD NM_005353 16p11.2 Q13349
- ITGAE αE CD103, human mucosal lymphocyte antigen 1α NM_002208 17p13 P38570
- ITGAL αL CD11a (p180), lymphocyte function-associated antigen 1 (LFA-1) α subunit NM_002209 16p11.2 P20701
- ITGAM αM Mac-1, CD11b, complement receptor 3 (CR3) subunit J03925, NM_000632 16p11.2 P11215
- ITGAV αV CD51, MSK8, vitronectin receptor α (VNRα) NM_002210 2q31-q32 P06756
- ITGAX αX CD11c, CR4 subunit NM_000887 16p11.2 P20702
- ITGB1 β1 Fibronectin receptor β, CD29, MDF2, MSK12 BC020057 10p11.2 P05556
- ITGB2 β2 Leukocyte cell adhesion molecule, CD18, CR3 subunit, CR4 subunit NM_000211 21q22.3 P05107
- ITGB3 β3 CD61; GP3A; GPIIIa, platelet glycoprotein IIIa NM_000212 17q21.32 P05106
- ITGB4 β4 CD104 NM_000213 17q25 P16144
- ITGB5 β5 NM_002213 3q21.2 P18084
- ITGB6 β6 NM_000888 2q24.2 P18564
- ITGB7 β7 NM_000889 12q13.13 P26010
- ITGB8 β8 NM_002214 7p15.3 P26012

## Интегрины позвоночных
У позвоночных животных и человека обнаружены следующие основные интегрины:
| Название | Синонимы                        | Клеточное распределение                                              | Лиганды                                                  |
| α1β1     | VLA-1                           | широкое                                                              | коллагены, ламинины                                      |
| α2β1     | VLA-2                           | широкое                                                              | коллагены, ламинины                                      |
| α4β1     | VLA-4                           | гематопоэтические клетки                                             | фибронектин, VCAM-1                                      |
| α5β1     | VLA-5, фибронектиновый рецептор | широкое                                                              | фибронектин, протеазы                                    |
| α6β1     | VLA-6, рецептор ламинина        | широкое                                                              | ламинины                                                 |
| αLβ2     | LFA-1                           | T-лимфоциты                                                          | ICAM-1, ICAM-2                                           |
| αMβ2     | Mac-1, CR3                      | нейтрофилы и моноциты                                                | белки плазмы, ICAM-1                                     |
| αIIbβ3   | Гликопротеин IIb/IIIa           | тромбоциты                                                           | фибриноген, фибронектин                                  |
| αVβ3     | витронектиновый рецептор        | активированные эндотелиальные клетки, клетки меланомы и глиобластомы | витронектин, фибронектин, фибриноген, остеопонтин, Cyr61 |
| αVβ5     |                                 | широкое, в особенности фибробласты, эпителиальные клетки             | витронектин и аденовирус                                 |
| αVβ6     |                                 | пролиферирующий эпителий, в особенности лёгких и печени              | фибронектин, TGFβ1, TGFβ3                                |
| α6β4     |                                 | эпителиальные клетки                                                 | ламинин                                                  |

Интегрин бета-1 взаимодействует со многими альфа цепями (от альфа-1 до альфа-11 и альфа-V). Некоторые интегрины находятся на поверхности клетки в неактивном состоянии и способны быстро активизироваться под действием цитокинов и связываться с лигандами. Связывание с лигандом изменяет конформационное состояние интегринового рецептора и запускает соответствующую передачу сигнала.